# Colònia Recolons
La Colònia Recolons és una colònia tèxtil del municipi de Ribes de Freser (el Ripollès), al peu del riu Freser, inclosa en l'Inventari del Patrimoni Arquitectònic de Catalunya. Tot i que actualment resta integrada dins el nucli de Ribes de Freser, quan fou fundada a finals del segle xix responia a l'esquema de colònia tèxtil.

## Descripció
La fàbrica de Can Recolons és un dels complexos més complets en referència a les colònies industrials del Freser i del Ter. La fàbrica es presenta com un monument eclèctic a pesar de la tipologia de quadra amb embarrats d'aquesta. El conjunt industrial és format per la fàbrica tèxtil, la central hidroelèctrica, el xalet de can Recolons, la fàbrica de carburs i el conjunt d'habitatges per als treballadors.

### La fàbrica
Tot i que fou bastida en diferents èpoques, presenta força unitat, gràcies al bon estat de conservació, amb un exterior arrebossat i pintat d'un color càlid. La nau principal de la fàbrica, la més antiga, és de pedra vista unida amb morter de calç i obertures d'arc de mig punt o rebaixat remarcades amb rajol. Consta de dues plantes a la part central i una a la part exterior adossada. A més dels finestrals, destaca la forma esvelta del muntacàrregues. Al seu voltant, la resta de les naus, de construcció posterior, són d'arquitectura semblant, però amb les obertures d'arc rebaixat. En l'accés antic al conjunt fabril destaca un edifici que, a més de contenir la porteria, comprenia els habitatges per als directius.

### El xalet
Edifici d'estil modernista, de planta rectangular, coberta a dues aigües, amb el carener perpendicular a la façana, amb un gran nombre de finestres i balcons amb decoracions i aprofitant el desnivell del terreny. La façana és a ponent, amb un gran cos central que emmarca l'entrada i conté una gran balconada i un frontó de formes semicirculars. Al mig del frontó, un medalló encercla una escultura d'Hermes-Mercuri, protector del comerç. A la planta baixa hi havia hagut les cavallerisses. L'edifici es troba al peu del camí que portava a la vall de Pardines. La part posterior és adossada a la nau vella de la fàbrica. Un mur i una reixa de ferro forjat amb decoracions florals protegeix l'espai del jardí de la torre, que a començaments del segle XX devia devia comptar amb una gran varietat d'arbres i flors.

### Habitatges
Els habitatges per als treballadors són formats per diferents blocs plurifamiliars, construïts en diferents èpoques, amb vint-i-quatre habitatges a cada un, distribuïts en planta baixa i dos pisos d'alçada. L'últim bloc fou construït el 1945, i en conjunt formen un carrer allargassat, avui integrat en la trama urbana de Ribes, que ha crescut molt en aquest sector. Aquests pisos foren restaurats entre 1992 i 1994.

## Història
L'origen de la família Recolons es troba a Barcelona i a Igualada a mitjan segle xix. El 1842 Esteve Recolons es dedicava a filar cotó al carrer Sant Jeroni de Barcelona. Bartomeu Recolons instal·la una fàbrica a Sant Martí de Provençals. Els fills d'aquest, Tomàs i Esteve Recolons i Lladó foren els que fundaren la colònia tèxtil que utilitzava la força hidràulica, al mateix temps que mantenen la fàbrica de Sant Martí de Provençals. Esteve Recolons fou un industrial inquiet i amb ganes de fer créixer els negocis familiars: juntament amb altres industrials tèxtils (com Lluís A. Sedó, Josep Botey, Josep M. Soldevila i Ricard Viñas) fundà una societat, que tenia com a objectiu no reeixit introduir el conreu del cotó a Andalusia per tal d'obtenir la matèria primera a millor preu i sense dependre del comerç marítim, bloquejat durant la Primera Guerra Mundial.
Els Recolons van trobar a Ribes unes condicions millors que les de la zona de Barcelona: energia hidràulica, mà d'obra barata i terrenys a baix preu. D'altra banda, les mancances que patien eren la falta de bones comunicacions, les quals es van anar esmenant amb una carretera i sobretot amb l'arribada del ferrocarril. Els Recolons construïren a Ribes tres salts d'aigua, el de Daió i el de Rialb per alimentar la fàbrica, i el de Recolons per obtenir electricitat per vendre.
La primera fàbrica i el xalet són anteriors a l'adquisició dels Recolons i foren construïts vers l'any 1870 per Narcís Ramírez i Rialp, que fou un dels puntals del procés de renovació que va viure Ribes de Freser amb la industrialització i l'aprofitament hidràulic. El cost de les obres va ser de 125.000 duros, una gran quantitat en aquell moment. En aquesta ubicació, els Recolons hi van construir els altres edificis fins a convertir-ho en una colònia industrial.
La influència dels empresaris Recolons, juntament amb la presència a Ribes d'una colònia d'estiuejants procedents de Barcelona, va donar un impuls cultural al poble, que va comptar en les primeres dècades del segle XX amb un ambient de catalanisme, modernitat progrés i cultura. Per exemple, va comptar amb una publicació quinzenal, La Veu del Freser, i es van organitzar uns Jocs Florals entre 1918 i 1920. El període de la II República va suposar un segon floriment cultural amb una munió d'activitats i l'efervescència de l'associacionisme. Fou també durant la República que va néixer l'escola pública, ubicada al xalet de can Recolons i de la mà del mestre Pere Piquer, qui també organitzà la primera biblioteca.
Les reivindicacions obreres van tenir un pes molt minoritari, en part per l'estreta i discreta relació entre els amos de can Recolons i la classe dirigent de Ribes, i també per les obres socials i la construcció de més habitatges a la colònia, de les quals es beneficiaven els obrers. No obstant això, durant la revolució anarquista que va seguir a l'inici de la Guerra Civil, va tenir com a conseqüència la destrucció i l'incendi dels edificis religiosos, com l'església parroquial.
L'octubre de 1940 es va produir un important aiguat que va inundar les instal·lacions i les va deixar inutilitzables. La producció es va reprendre el 1942, de la mà de Mariano Recolons, el mateix que va ser al capdavant de l'empresa durant la República, que la va comandar fins al 1955, quan es va transformar en Hilados del Freser SA. El 1964 la succeí SAIDA, que va estar en funcionament fins als anys 80 del segle xx.
En els seus millors moments la fàbrica havia arribat a tenir un miler de treballadors. Actualment s'aprofita la central (central del Carbur) i la fàbrica és propietat de la companyia elèctrica Hidrodata, que la manté.